# Abdij van Hocht
De Abdij van Hocht is een voormalige cisterciënzerabdij in het Belgische Lanaken. "Hocht" zou tevens de naam van een 10e-eeuws graafschap zijn geweest, zie heerlijkheid Pietersheim. Op het kasteeldomein bevond zich de Hochtermolen.

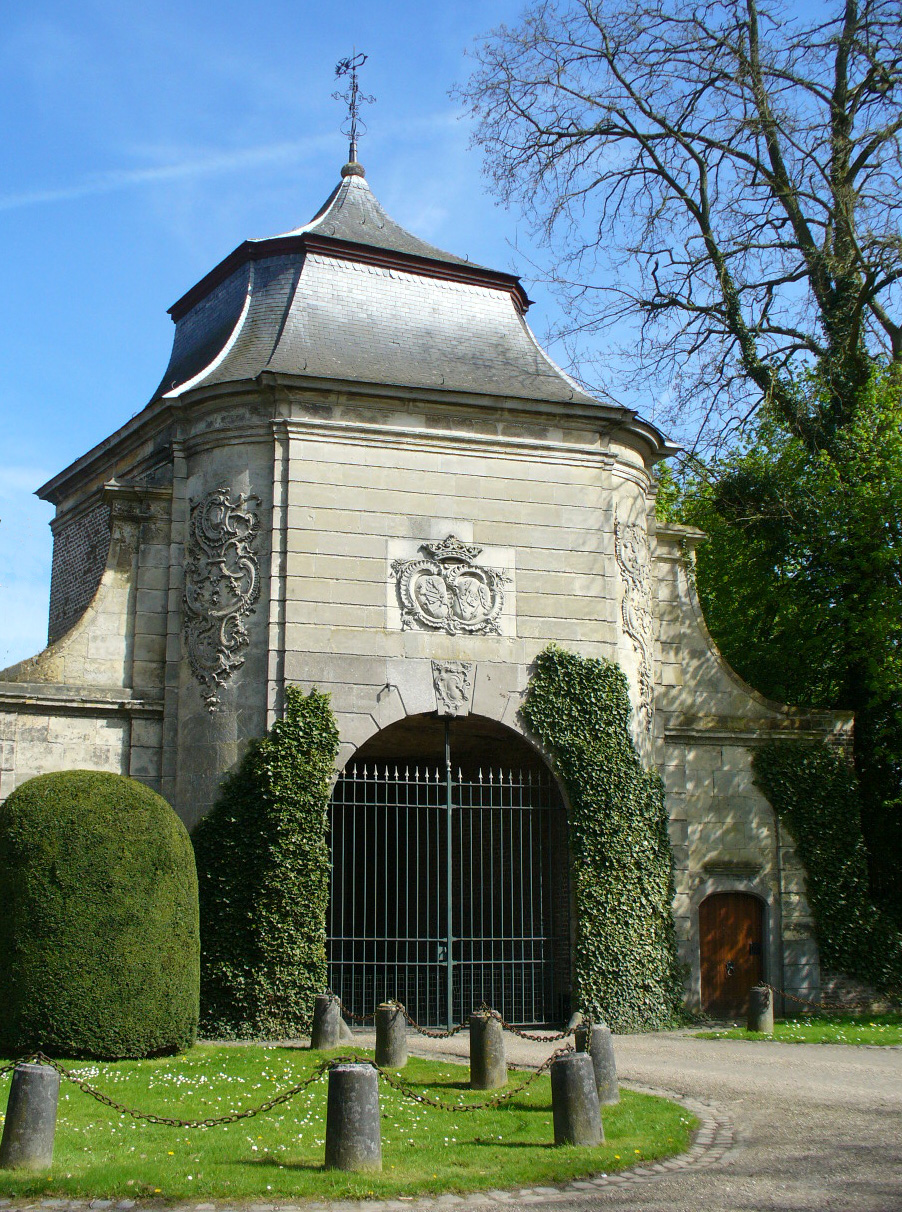
Poortgebouw van de abdij

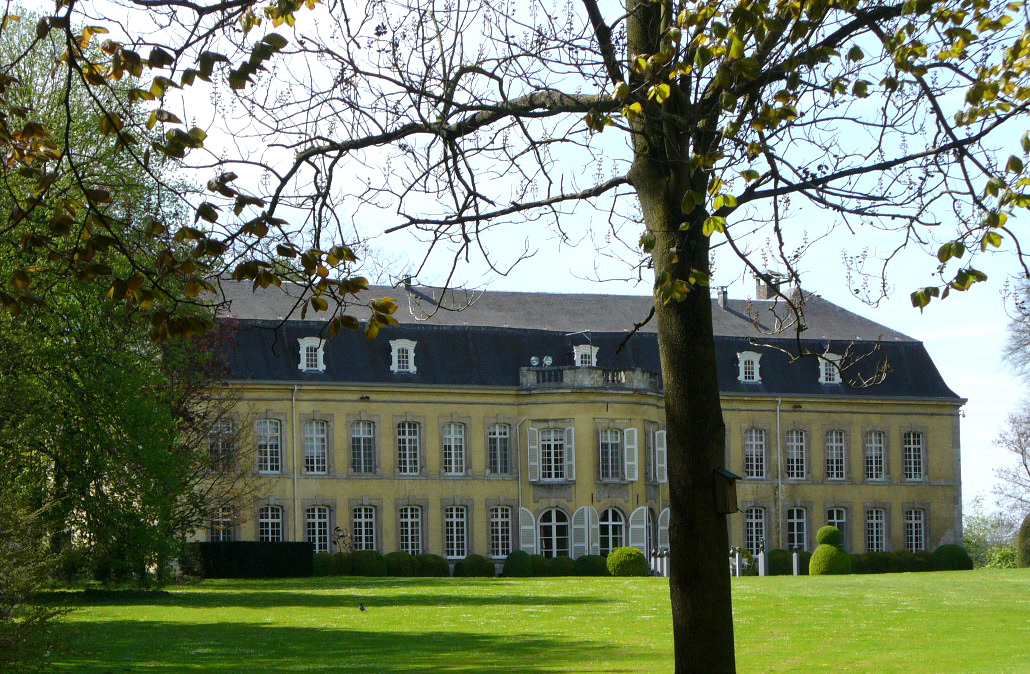
Abdissenkwartier

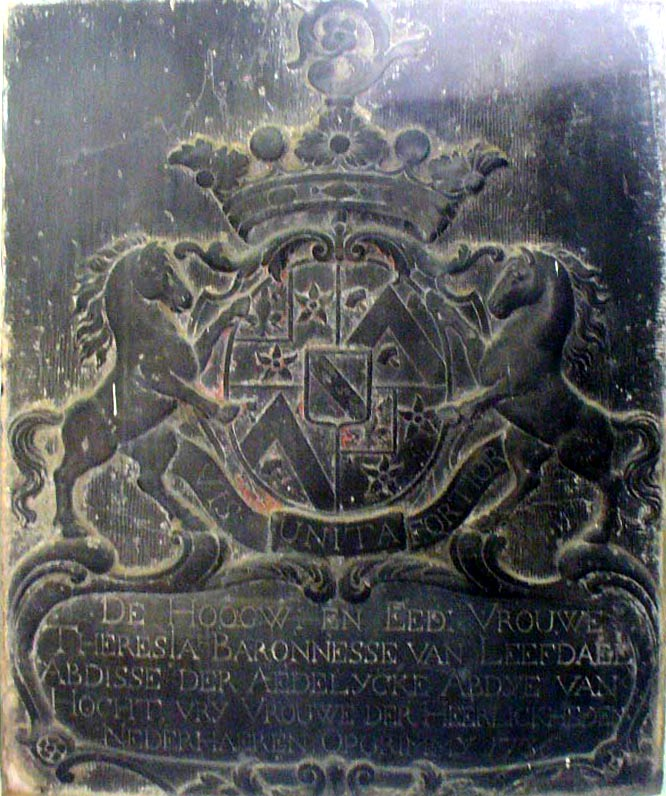
Grafsteen van abdis Thérèse de Leefdael, nu in de kerk van Neerharen

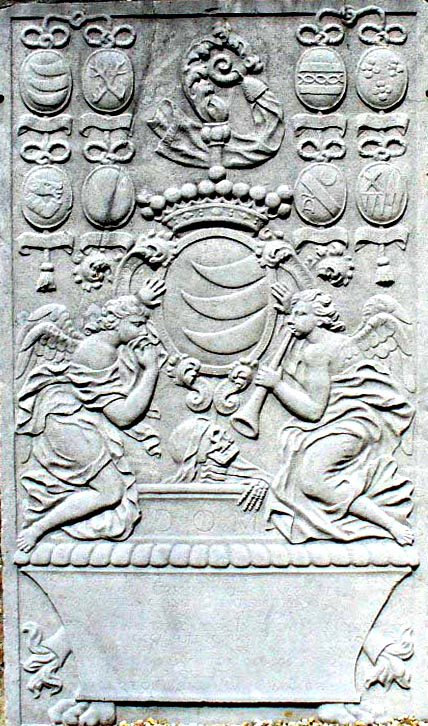
Grafsteen van abdis Marie-Ursule de Minckwitz, nu op het kerkhof van Neerharen

## Geschiedenis
Heer Theodorus (Diederik) van Pietersheim stichtte de abdij omstreeks 1180. Hij verzocht de abt van het klooster van Eberbach, een dochterabdij van de Abdij van Clairvaux, om een groep monniken naar Hocht te sturen. Ze zouden hier een watermolen en het vis- en tolrecht op de Maas te hunner beschikking krijgen. Hoewel de cisterciënzerabdijen meestal aan Onze-Lieve-Vrouw toegewijd waren, was die van Hocht gewijd aan St.-Agatha. In 1216 trokken de cisterciënzermonniken echter weg en stichtten de Abdij van Val-Dieu. De Abdij van Hocht werd overgenomen door cisterciënzernonnen van St.-Salvator in Aken.
Stilaan evolueerde het klooster tot een stift voor seculiere kanunnikessen. Oorspronkelijk moesten kandidaat-religieuzen een kwartierstaat met vier kwartieren voorleggen als bewijs van adellijke afkomst, vanaf abdis Aleyde de Mérode (1574-1577) waren zelfs acht kwartieren verplicht. De gelofte van armoede moest in Hocht al van midden 13e eeuw niet meer streng nageleefd worden en de gelofte van eeuwige zuiverheid gold enkel nog voor de abdis. De dames konden dus uittreden en huwen. In 1623 moest op last van de generale abt van de orde van Cîteaux een muur gebouwd worden rond het klooster om de religieuzen te verhinderen met mannen om te gaan.
Enkel de heren van Pietersheim bezaten het recht dochters in het klooster te plaatsen zonder daarvoor een bruidsschat te moeten betalen. De abdij bezat dan ook gronden, hoeven en allerlei privileges in tal van parochies, vooral in het Limburgse Maasland en in Haspengouw. In 1708 kocht abdis Marie-Ursule de Minckwitz de heerlijkheid Neerharen, waarvan de abdij reeds het tiendrecht had. De abdis werd zo 'Vrouwe van Neerharen'. Door deze aankoop verwierf zij ook het patronaatsrecht van de Sint-Lambertuskerk van Neerharen. De abdij had ook het patronaatsrecht in Membruggen, Opgrimbie, Rekem en Grote-Spouwen. Anderzijds had de abdij ook lasten, karweien, prestaties en renten te voldoen.
Meermaals werd de abdij bezet door vreemde mogendheden. Verschillende legeraanvoerders hadden er hun hoofdkwartier, waaronder Maurits van Saksen tijdens het Franse beleg om Maastricht in 1748. Na de Franse Revolutie gingen vrijwel alle abdijgoederen over in particuliere handen. Zo is het landgoed eigendom geweest van de families Dumonceau, de Lambert en van Langendonck. In de tweede helft van de 20e eeuw zijn delen van de aankleding en het interieur verdwenen, verkocht en aangepast. Een van de meest ingrijpende interieurveranderingen werd gedaan in de jaren 1980 door interieurarchitect Herman Zeekaf. In deze periode stortte een deel van de oude watermolen in.
Het "kasteel" van Hocht met zijn hoeve en landerijen is nog steeds privébezit en niet toegankelijk voor publiek. De gebouwen en de ommuring zijn beschermd als monument; het park, neerhof en de omliggende velden zijn beschermd als waardevol landschap.

## Restanten

### Binnen de ommuring
- Het huidige Kasteel van Hocht is het voormalige abdissengebouw of abdissenkwartier, een 52 meter lang classicistisch gebouw uit het derde kwart van de 18e eeuw dat in opdracht van Thérèse de Leefdael (abdis van 1733 tot 1773) werd gerealiseerd. Zij liet tevens het poortgebouw van de abdij bouwen.
- De kapelaanswoning, in 1722 gebouwd door abdis Claire-Scholastique de Warnant in Luikse barok.
- Het watermolengebouw, in baksteen met mergelstenen spekbanden uit 1603. Dit is de vermoedelijke locatie van oudere abdijgebouwen. In 1908 is het watermolengebouw verbouwd tot paardenstallen met aanpalend koetshuis. Tijdens een ingrijpende restauratie eind 20e eeuw is een deel van het watermolengebouw ingestort en verloren gegaan.
- De abdijhoeve, een U-vormig classicistisch gebouw uit ca. 1775. Tijdens de Tweede Wereldoorlog werd het deels beschadigd door granaatvuur, maar nadien hersteld. De hoeve was tot 2007 in gebruik als agrarisch bedrijf, thans is ze onbewoond en wacht ze op restauratie.
- Een ijskelder.
- De ruïne van de afgebroken mergelstenen abdijkerk, gebouwd in de 14e eeuw in hoog-gotische stijl. De apsis staat nog enigszins overeind en de sacristie is volledig intact gebleven (ze is als kapel heringericht). De sacristie is overwelfd door twee kruisribgewelven met sluitsteen. Kanunnik Joseph Coenen deed een grondig onderzoek naar de restanten; de kerk van Wiemesmeer werd gebouwd met deze studie als basis.
- Het monumentale poortgebouw in Naamse steen, opgericht door abdis Thérèse de Leefdael. Het poortgebouw diende als duiventoren.
- De 1 km lange muur die het domein omgeeft. Ze werd gebouwd in 1622, tijdens het abbatiaat van Anne de Robles alias de Billy (1609-1651) als maatregel tegen de verzwakkende tucht. Naast het poortgebouw zijn er nog twee andere doorgangen, beiden voorzien van smeedijzeren toegangshekken uit de 19e eeuw, gevat tussen pilaren bekroond met bokalen en festoenen uit natuursteen. Naar hun bestemming is er sprake van de "Maastrichterpoort" en de "Neerharenpoort". De zuidelijke poort draagt tevens de naam "Vondelingenpoort", omdat men er voorheen kinderen te vondeling legde.
- De bijna 10 ha grote tuin, die zijn formele karakter (zichtbaar op de Ferrariskaarten) verloor in de 19e eeuw. Toen werd hij een Engels landschapspark.
- Een kluis, tegen de zuidelijke muur. Het heeft een klein raampje met tralies.
- Een oranjerie uit de late 19e eeuw, tegen de noordelijke muur.

### Buiten de ommuring
- Een dreef. Deze liep oorspronkelijk tot aan de Rode Kruisstraat in Pietersheim, maar het is niet ondenkbaar dat ze oorspronkelijk verder liep tot aan het kasteel Pietersheim, dat in het verlengde ligt. Vroeger was de weg omzoomd met platanen, in 2006 zijn langs een deel ervan eiken aangeplant.
- Landerijen en boomgaarden rondom, vroeger bezittingen van de abdij.
- Verscheidene landarbeiderswoningen uit de 18e en 20e eeuw. Eén hiervan werd in 1933 gebouwd in opdracht van de toenmalige eigenaar baron de Lambert naar een ontwerp van Alphons Jean Nicolas Boosten. Die verwierf bekendheid onder meer met de Koepelkerk van Maastricht.
- Enkele kunstschatten uit de tijd van de abdissen van Hocht zijn terug te vinden in de huidige kerk van Neerharen, in de Kasteelstraat van Neerharen. Ze omvatten onder andere een waardevol retabel (ca. 1525) dat de Passie van Christus en de Boom van Jesse voorstelt.
- In de kerk bevinden zich ook de grafstenen van abdissen Anna de Robles († 1651) en Thérèse de Leefdael († 1773). Op het kerkhof ligt abdis Marie-Ursule de Minckwitz († 1719) begraven en ligt er een steen met het jaar 1624 en het wapenschild van Anna de Robles († 1651).
- In de Boschstraat in Maastricht bevindt zich het voormalige refugehuis van de abdij, de Refugie van Hocht. Het gebouw stamt grotendeels uit de 18e en 19e eeuw. In een zijgevel is een fragment behouden gebleven van een gotisch kruisvenster op de eerste verdieping, met accoladeboog. Het steegje waarlangs het ligt heet nog steeds "Hochterpoort", een naam die verwijst naar de abdij van Hocht.